# کامیسوشیگایا
کامیسوشیگایا (به ژاپنی: 上祖師谷 Kamisoshigaya))، یکی از بخش‌های ستاگایا-کو، توکیو در ژاپن است.